# Paulus Joseph Gabriël
Paulus Joseph Gabriël (gedoopt Amsterdam, 11 juli 1784 – Amsterdam, 31 december 1833) was een Nederlands schilder en beeldhouwer.

## Leven en werk
Hij werd gedoopt als Paulus Josephus, zoon van Joseph Gabriël en Marie Catherine Paulus, in de katholieke Franse kapel in Amsterdam. Hoewel zijn vader beeldhouwer was, legde Gabriël zich aanvankelijk toe op het schilderen van portretten. Na een verblijf in Parijs (1805-1807) ging hij beeldhouwen. Hij won de zilveren medaille van de Prix de Rome in Parijs en werd in de gelegenheid gesteld in Italië stage te lopen. Hij raakte hier onder anderen bevriend met Jan David Zocher en de schilder Wouter Mol. Ook leerde hij de classicistisch beeldhouwer Antonio Canova kennen, van wiens werk hij onder de indruk was.
Terug in Amsterdam (1813) werd hij hofschilder van koning Willem I en een jaar later benoemd tot stadsbeeldhouwer in Amsterdam, als opvolger van de overleden Christiaan Welmeer. Vanaf 1820 was hij professor aan de Koninklijke Akademie van Beeldende Kunsten. Zijn zoon Constan (1828-1903) werd kunstschilder.

## Beeldhouwwerken (selectie)
- Gedenkteken Johan Meerman (ca. 1815), Pieterskerk, Leiden
- Borstbeelden van onder anderen Pieter Corneliszoon Hooft, Hugo de Groot, Peter Paul Rubens en Herman Boerhaave (1817) in opdracht van Jan Hendrik van Kinsbergen voor de Koninklijke Nederlandse Akademie van Wetenschappen
- Borstbeeld van Johanna Cornelia Wattier (ca. 1820), coll. Rijksmuseum Amsterdam
- Praalgraf van Jan Hendrik van Kinsbergen (1821), Nieuwe Kerk, Amsterdam
- Monument koning Willem I (1823), Nieuwe Kerk, Delft
- Borstbeeld van Gysbert Japicx (1823), Martinikerk, Bolsward
- Gedenkteken Sebald Justinus Brugmans (1825), Pieterskerk, Leiden
- Grafmonument Rhijnvis Feith (1825), op de Algemene Begraafplaats Meppelerstraatweg, Zwolle.

## Galerij

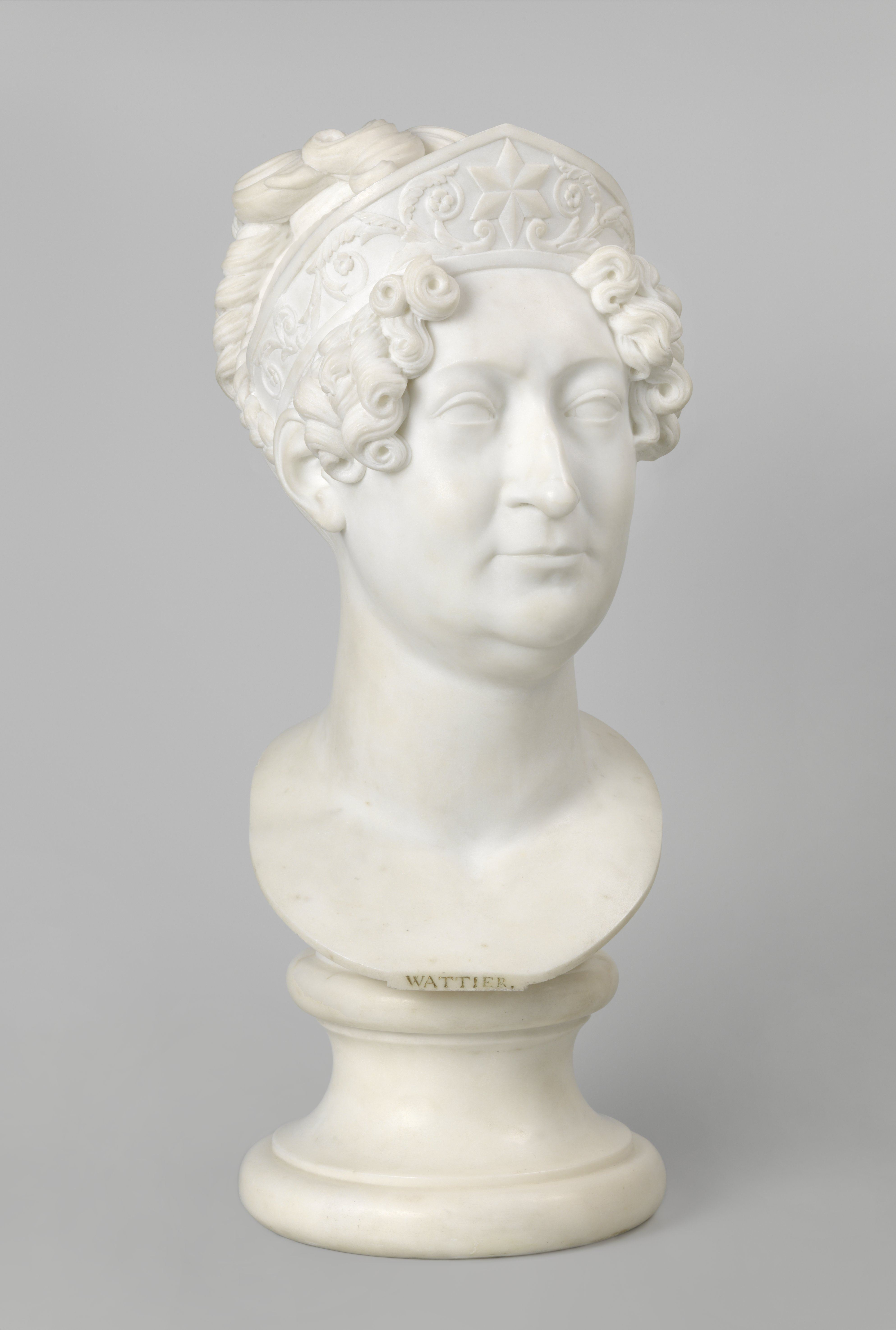
Buste Wattier (ca. 1820)
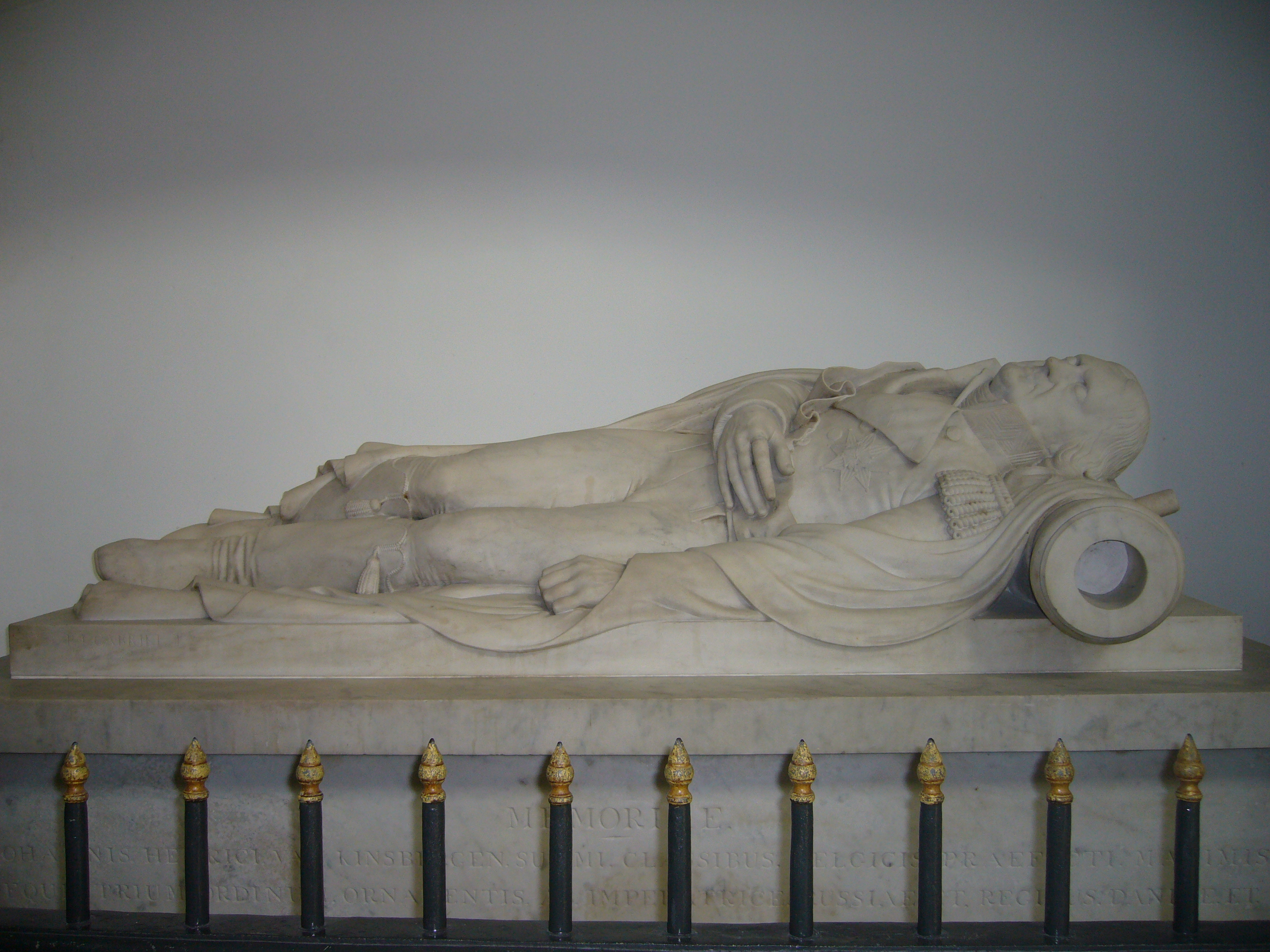
Praalgraf voor admiraal Van Kinsbergen (1821), Amsterdam
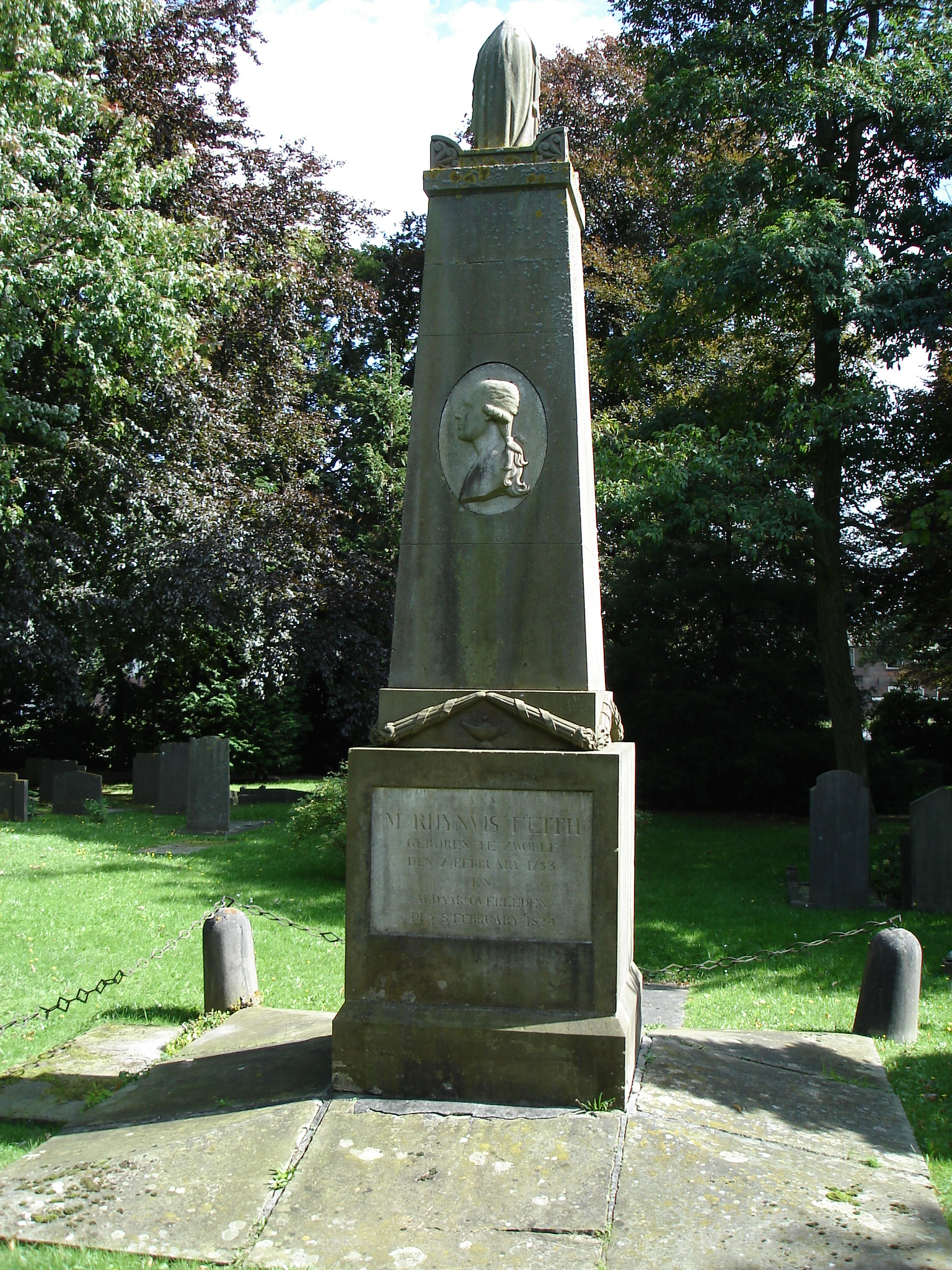
Graf van Rhijnvis Feith (1825), Zwolle